# Roderick Trice
Roderick "Rocky" Trice (Swainsboro, Georgia, 14 de junio de 1984) es un jugador de baloncesto estadounidense que pertenece a la plantilla de los MHP Riesen Ludwigsburg. Con 1,91 metros de estatura, juega en la posición de escolta.

## Trayectoria deportiva
Es un escolta formado a caballo entre los Georgia Perimeter Jaguars y South Carolina Gamecocks. Tras no ser elegido en el Draft de la NBA de 2006, fichó por los Rome Gladiators de la WBA, antes de llegar a Alemania, donde jugaría en las filas del Cuxhaven BasCats (2007–2008), BG 74 Göttingen (2008–2009) y la siguiente en ratiopharm Ulm.
Más tarde, jugaría durante dos temporadas en la liga polaca, en concreto, en las filas del Energa Czarni Słupsk.
En enero de 2017, se confirma su vuelta al MHP Riesen Ludwigsburg tras otro paso por el baloncesto polaco.